# Карлуш Фортеш
Карлуш Мануель Душ Сантуш Фортеш (порт. Carlos Manuel dos Santos Fortes, нар. 9 листопада 1994, Шарнека) — португальський футболіст, який виступає за румунський клуб Газ Метан на позиції нападник.

## Клубна кар'єра
Займався футболом у ряді невеликих португальських клубах, а у сезоні 2013/14 грав за дублюючу команду іспанського клубу «Расінг Сантандер» в Терсері. Після цього повернувся на батьківщину, ставши гравцем «Браги», але більшу частину кар'єри грав за дубль, зігравши за основу у Прімейрі лише одну гру. В подальшому здавався в оренду в турецький «Шанлиурфаспор» та місцеву «Візелу», з яким потім підписав і повноцінний контракт.
Влітку 2018 року перейшов у румунський «Газ Метан».

## Збірна
У 2014 році зіграв три матчі за молодіжну збірну Португалії до 20 років.